# ド・モアブルの定理
ド・モアブルの定理（ド・モアブルのていり、英: de Moivre's theorem、ド・モアブルの公式〈ド・モアブルのこうしき〉ともいう）とは、複素数（特に実数）θ および整数 n に対して
{\displaystyle (\cos \theta +i\sin \theta )^{n}=\cos n\theta +i\sin n\theta }
が成り立つという、複素数と三角関数に関する定理である。定理の名称はアブラーム・ド・モアブル (Abraham de Moivre) に因むが、彼がこの定理について言及したわけではない。数学的帰納法による証明では、三角関数の加法定理が利用される。
実数 θ と正の整数 n に対してド・モアブルの定理を考えると、左辺を展開し右辺と実部・虚部を比較することにより、n倍角の公式が導出される。すなわち、ド・モアブルの公式は三角関数の n倍角の公式を内在的に含んでいる。
オイラーの公式：{\displaystyle e^{i\theta }=\cos \theta +i\sin \theta } より、ド・モアブルの定理は複素指数函数についての指数法則の一つ：
{\displaystyle (e^{i\theta })^{n}=e^{in\theta }\quad (\theta \in \mathbb {C} ,\,n\in \mathbb {Z} )}
が成り立つことを意味している。

## 証明

### 数学的帰納法による証明
証明 — 

1. まず、n ≥ 0 について成り立つことを、数学的帰納法により証明する。
[i] n = 0 のとき

（左辺）{\displaystyle =(\cos \theta +i\sin \theta )^{0}=1}
（右辺）{\displaystyle =\cos 0+i\sin 0=1}
よって n = 0 のときに本定理は成立する。
[ii] n − 1 のとき、すなわち
{\displaystyle (\cos \theta +i\sin \theta )^{n-1}=\cos(n-1)\theta +i\sin(n-1)\theta }
が成り立つと仮定すると
{\displaystyle {\begin{aligned}(\cos \theta +i\sin \theta )^{n}&=(\cos \theta +i\sin \theta )^{n-1}(\cos \theta +i\sin \theta )\\&=\{\cos[(n-1)\theta ]+i\sin[(n-1)\theta ]\}(\cos \theta +i\sin \theta )\\&=\{\cos[(n-1)\theta ]\cos \theta -\sin[(n-1)\theta ]\sin \theta \}+i\{\sin[(n-1)\theta ]\cos \theta +\cos[(n-1)\theta ]\sin \theta \}\\&=\cos n\theta +i\sin n\theta \end{aligned}}}
ゆえに、n のときも本定理は成立する。

よって、[i], [ii] から、数学的帰納法によって、n ≥ 0 に対して本定理が成り立つ。
2. 続いて n < 0 の場合を、1. を利用して証明する。
n < 0 のとき、n = −m とおくと、m は自然数である。

1. の結果より、m については定理の等式が成り立つから、
{\displaystyle {\begin{aligned}(\cos \theta +i\sin \theta )^{n}&=(\cos \theta +i\sin \theta )^{-m}\\&={\frac {1}{(\cos \theta +i\sin \theta )^{m}}}\\&={\frac {1}{\cos m\theta +i\sin m\theta }}\\&={\frac {\cos m\theta -i\sin m\theta }{(\cos m\theta +i\sin m\theta )(\cos m\theta -i\sin m\theta )}}\\&=\cos m\theta -i\sin m\theta \\&=\cos(-m\theta )+i\sin(-m\theta )\\&=\cos(-m)\theta +i\sin(-m)\theta \\&=\cos n\theta +i\sin n\theta \end{aligned}}}
ゆえに n < 0 のときも本定理が成り立つ。

したがって、1、2 より、任意の整数 n に対して、本定理が成り立つ。
(Q.E.D.)

### 複素数の積の性質による証明
証明 — 
複素数の積の性質を用いても導出できる。θ, φ ∈ C に対して
{\displaystyle {\begin{aligned}(\cos \theta +i\sin \theta )(\cos \phi +i\sin \phi )&=(\cos \theta \cos \phi -\sin \theta \sin \phi )+i(\sin \theta \cos \phi +\cos \theta \sin \phi )\\&=\cos(\theta +\phi )+i\sin(\theta +\phi )\end{aligned}}}
が成り立つ。よって帰納的に
{\displaystyle (\cos \theta +i\sin \theta )^{n}=\cos n\theta +i\sin n\theta }
が分かる。
(Q.E.D.)

### オイラーの公式による証明
証明 — 
オイラーの公式
{\displaystyle e^{i\theta }=\cos \theta +i\sin \theta }（θ は複素数）
ならびに複素指数関数の指数法則を用いても証明できる。n を整数として、この式の両辺を n 乗すれば
{\displaystyle {\begin{aligned}(\cos \theta +i\sin \theta )^{n}&=(e^{i\theta })^{n}\\&=e^{in\theta }\\&=\cos n\theta +i\sin n\theta \\\end{aligned}}}
したがって
{\displaystyle {\begin{aligned}(\cos \theta +i\sin \theta )^{n}&=\cos n\theta +i\sin n\theta \\\end{aligned}}}
が得られる。
(Q.E.D.)

## 指数が非整数の場合
ド・モアブルの定理は指数が非整数のとき一般には成り立たない。それは、複素数の非整数乗は複数の異なる値を取る（多価関数）からである（冪乗#指数・対数法則の不成立参照）。n が整数でないとき、ド・モアブルの定理における n 乗の式は、等式が成立する値を含めた複数の値を取ることとなる。
θ を実数、w を複素数とすると
{\displaystyle \{\exp(i\theta )\}^{w}=\exp\{w\log \exp(i\theta )\}=\exp\{wi(\theta +2n\pi )\}=\exp(iw\theta )\exp(2n\pi iw)}（n は整数）
である。したがって、w が整数であれば
{\displaystyle \{\exp(i\theta )\}^{w}=\exp(iw\theta )\cdot 1=\cos(w\theta )+i\sin(w\theta )}
という 1 つの値を取るが、w が整数でないときは {\displaystyle \cos(w\theta )+i\sin(w\theta )} を含む複数の値を取ることになる。
{exp(iθ)}w の値の取り方について、w が有理数であれば、w = a/b  （a, b は互いに素）と表すと、2nwπ = 2π × na/b であるから、n = 0, 1, …, b − 1 で循環し、b 個の値を取る。w ∉ Q（無理数または虚数）ならば循環せず、可算無限個の値を取る。

## 適用例
虚数単位の累乗
n を整数とすると、
{\displaystyle i^{n}=(0+i)^{n}=\left(\cos {\frac {\pi }{2}}+i\sin {\frac {\pi }{2}}\right)^{n}=\cos {\frac {n\pi }{2}}+i\sin {\frac {n\pi }{2}}}
{\displaystyle \therefore \ i^{\,n}={\begin{cases}1&{\text{if }}n\equiv 0{\pmod {4}}\\i&{\text{if }}n\equiv 1{\pmod {4}}\\-1&{\text{if }}n\equiv 2{\pmod {4}}\\-i&{\text{if }}n\equiv 3{\pmod {4}}\end{cases}}}
n が非整数のときは、先述したように、複数取る値のうちの1つだけを求めている。
1の冪根
n を 2 以上の自然数とするとき、zn = 1 を満たす z を求める。
z の極形式を z = r(cos θ + i sin θ)（r ≥ 0, θ は実数）とする。
{\displaystyle {\begin{aligned}z^{n}&=\{r(\cos \theta +i\sin \theta )\}^{n}\\&=r^{n}(\cos \theta +i\sin \theta )^{n}\\&=r^{n}(\cos n\theta +i\sin n\theta )\\&=1\end{aligned}}}
{\displaystyle \therefore r^{n}=1,\ n\theta =2\pi k\quad (k=0,1,\cdots ,n-1)}
{\displaystyle \therefore r=1,\ \theta ={\frac {2\pi }{n}}k\quad (k=0,1,\cdots ,n-1)}
{\displaystyle \therefore \ z=\cos {\frac {2\pi }{n}}k+i\sin {\frac {2\pi }{n}}k\quad (k=0,1,\cdots ,n-1)\quad \blacksquare }